# Liam Kitching
Liam James Kitching (Harrogate, 25 settembre 1999) è un calciatore inglese, difensore del Coventry City.

## Caratteristiche tecniche
Può giocare come difensore centrale o terzino destro.

## Carriera
Kitching ha iniziato la sua carriera calcistica nel settore giovanile del Leeds Utd dove ha firmato un contratto nel luglio 2017. Il 2 gennaio 2018 è stato prestato all'Harrogate Town in National League North, prestito esteso fino a gennaio 2019, ed in seguito anche per la seconda parte di stagione.
Nel luglio 2019 ha firmato un contratto di tre anni con il Forest Green in Football League Two. Nel gennaio 2021 è stato acquistato dal Barnsley con cui l'8 maggio ha esordito in Championship contro il Norwich City. A partire dalla stagione successiva ha ottenuto una maglia da titolare con il club biancorosso, confermato anche la stagione successiva dopo la retrocessione in Football League One.
Il 1º settembre 2023 è stato ceduto al Coventry City.

## Statistiche

### Presenze e reti nei club
Statistiche aggiornate al 4 febbraio 2024.
| Stagione        | Squadra         | Campionato      | Campionato | Campionato | Coppe nazionali | Coppe nazionali | Coppe nazionali | Coppe continentali | Coppe continentali | Coppe continentali | Altre coppe | Altre coppe | Altre coppe | Totale | Totale | Totale |
| Stagione        | Squadra         | Comp            | Pres       | Reti       | Comp            | Pres            | Reti            | Comp               | Pres               | Reti               | Comp        | Pres        | Reti        | Pres   | Reti   |        |
| --------------- | --------------- | --------------- | ---------- | ---------- | --------------- | --------------- | --------------- | ------------------ | ------------------ | ------------------ | ----------- | ----------- | ----------- | ------ | ------ | ------ |
| 2017-2018       | Harrogate Town  | NLN             | 9          | 3          | FACup           | 0               | 0               |                    | -                  | -                  | FAT         | 1           | 0           | 10     | 3      |        |
| 2018-2019       | Harrogate Town  | NL              | 34         | 3          | FACup           | 2               | 0               |                    | -                  | -                  | FAT         | 3           | 1           | 39     | 4      |        |
| 2019-2020       | Forest Green    | FL2             | 29         | 0          | FACup+CdL       | 3+2             | 0               |                    | -                  | -                  | FLT         | 2           | 0           | 36     | 0      |        |
| 2020-gen. 2021  | Forest Green    | FL2             | 15         | 0          | FACup+CdL       | 1+0             | 0               |                    | -                  | -                  | FLT         | 1           | 0           | 17     | 0      |        |
| gen.-giu. 2021  | Barnsley        | FLC             | 2          | 0          | FACup+CdL       | 0               | 0               |                    | -                  | -                  |             | -           | -           | 2      | 0      |        |
| 2021-2022       | Barnsley        | FLC             | 32         | 0          | FACup+CdL       | 2+0             | 0               |                    | -                  | -                  |             | -           | -           | 34     | 0      |        |
| 2022-2023       | Barnsley        | FL1             | 48         | 5          | FACup+CdL       | 3+1             | 0               |                    | -                  | -                  | FLT         | 1           | 0           | 53     | 5      |        |
| ago. 2023       | Barnsley        | FL1             | 4          | 1          | FACup+CdL       | 0               | 0               |                    | -                  | -                  | FLT         | 0           | 0           | 4      | 1      |        |
| 2023-2024       | Coventry City   | FLC             | 18         | 0          | FACup+CdL       | 1+0             | 0               |                    | -                  | -                  |             | -           | -           | 18     | 0      |        |
| Totale carriera | Totale carriera | Totale carriera | 85         | 11         |                 | 11              | 6               |                    | -                  | -                  |             | 3           | 0           | 99     | 17     |        |